# 佐々木雄堂
佐々木 雄堂（ささき ゆうどう、明治30年（1897年） – 昭和39年（1964年））は、大正から昭和期の曹洞宗の僧侶。平安山龍泰寺（佐賀県佐賀市）の住持職（方丈）。郷土史家、教育家、思想家。

## 来歴
佐賀県佐賀市赤松町にある平安山龍泰寺の住職をつとめる佐々木家の長男として生まれる。佐々木家は代々、佐賀県神埼市の吉祥山泰蔵院住持職を世襲する寺家であり、佐賀県曹洞宗の名刹・龍泰寺の住職に晋山したものである。生母は佐賀藩士石井探玄（新蔵）の娘チカ。母方の家系は、佐賀藩祖鍋島直茂の正室陽泰院の甥石井茂成の子孫の家であった。
長じて、駒澤大学仏教学部に学び、卒業後、父の跡を継いで龍泰寺に仕え、住持職に就任。神埼市の泰蔵院の住持職をも兼務した。
龍泰寺は五州二島の太守といわれた戦国大名龍造寺隆信が創建した名刹で、佐賀県出身の元勲・大隈重信の菩提寺としても知られている。
大政翼賛会佐賀県支部常任委員や、龍泰寺境内で青少年を対象とした私塾・西濠書院を主宰するなど、地域活動に熱心であった。
当時、佐々木家は、高伝寺（旧佐賀藩主鍋島家菩提寺）住持職の高閑者（たかがわ）家とともに、佐賀県曹洞宗の双璧として重きをなした。一時期は、宗龍寺（佐賀市）の住持職も佐々木家がつとめた。
生涯を通じて、『葉隠』と『南洲翁遺訓』の研究を続け、晩年は、「大隈重信侯誕生地記念会」の活動にも取り組み、大隈重信著になる『母より受けたる感化』復刻編者にもなっている。
大隈侯爵家をはじめ、最後の沖縄県官選知事の島田叡や、葉隠研究の第一人者栗原荒野との親交が知られる。
とくに、島田とは肝胆相照す仲となり、島田が佐賀県警察部長から米軍の侵攻間近の沖縄県に知事として赴任することになった際、佐々木は『葉隠』と『南洲翁遺訓』の二冊を贈り、島田を激励した話は有名である。

## 家族親族
- 成富政一：陸軍大佐（従兄）
- 石井利雄：海軍中尉、造船技師（従弟）
- 江下孝：労働省職業安定局長（義弟）
- 徳永久次：経済企画事務次官、通商産業事務次官、新日本製鐵副社長、石油公団総裁。（縁戚）